# Livre équitable
Le Livre équitable est un label créé en 2004 par l'Alliance internationale des éditeurs indépendants. Depuis, plusieurs éditeurs indépendants ont édité des ouvrages sous ce label.

## Principe
- Accords commerciaux solidaires

Pour produire un Livre équitable, des éditeurs indépendants mettent en place des accords commerciaux solidaires qui permettent à la fois un partage des tâches éditoriales et une répartition des coûts.
Un système de péréquation permet aux éditeurs des pays les moins favorisés de supporter des coûts inférieurs à ceux pris en charge par les autres éditeurs participants à l’opération. 
- Impression et prix de vente

Pour réduire le coût de revient, tous les exemplaires d’un Livre équitable sont imprimés au même endroit. Les prix de vente, eux, tiennent compte du pouvoir d’achat des lecteurs dans les zones géographiques concernées. Ainsi, le même ouvrage, vendu 15 € en Europe, sera vendu 8 € dans le Maghreb et 5 € en Afrique Sub-Saharienne.
- Des livres accessibles

Le « Livre équitable » permet à des auteurs de pays du Sud d’être à la fois publié dans les pays du Nord et de se faire connaître dans leur propre pays, le prix étant plus adapté au pouvoir d’achat local.

## Quelques exemples
- En 2004 est paru le premier titre portant la mention Livre équitable : La vie n'est pas une marchandise, de Vandana Shiva, collection Enjeux Planète. Cet ouvrage a été coédité par 12 éditeurs indépendants francophones (Bénin, Cameroun, Canada, Côte d'Ivoire, France, Guinée, Mali, Maroc, Tunisie, Suisse).

- En 2005, les éditions Actes Sud ont autorisé pour le continent africain, une nouvelle édition de l’Ombre d’Imana, récit sur les séquelles du génocide rwandais. Huit éditeurs ont participé à l’opération, Akoma Mba (Cameroun), Cérès (Tunisie), Edilis (Côte d'Ivoire), Khoudia (Sénégal), Ruisseaux d'Afrique (Bénin), Sankofa & Gurli (Burkina Faso), Silence (Gabon), Urukundo (Rwanda).

## Notoriété
Le Livre équitable a suscité l'intérêt de nombreux journalistes et professionnels du livre depuis sa création en 2004. Depuis 2006, le journal Le Monde s'intéresse de près à ce concept.

## Limites
- Les langues de publication : les problèmes de coûts contraignent les éditeurs à publier dans la langue majoritairement comprise, autrement dit le français pour l’espace francophone. Seulement, les populations du Sud sont essentiellement alphabétisées dans les langues nationales[3].
- Logistique : le transport des livres reste encore relativement onéreux et compliqué (droits de douane, TVA, etc.).